# Golden Gate Classic
Il Golden Gate Classic è stato un torneo femminile di tennis che si disputava ad Albany negli USA.

## Albo d'oro

### Singolare
| Anno | Campionessa          | Finalista        | Punteggio |
| ---- | -------------------- | ---------------- | --------- |
| 1972 | Margaret Smith Court | Billie Jean King | 6-4, 6-1  |

### Doppio
| Anno | Campionesse                       | Finalista                        | Punteggio     |
| ---- | --------------------------------- | -------------------------------- | ------------- |
| 1972 | Ann Haydon-Jones Billie Jean King | Margaret Smith Court Lesley Hunt | 7-5, 2-6, 7-6 |